# 破碎的擁抱
《破碎的擁抱》（西班牙語：Los abrazos rotos）是一部2009年上映的西班牙愛情驚悚片。劇本、製作與導演皆由西班牙導演佩德羅·阿莫多瓦一手包辦。由潘內洛普·克魯茲主演。

## 剧情
一位在西班牙馬德里的平凡秘書成為了老闆的情婦，但在之後卻遇見真愛而想擺脫老闆與新戀人私奔。